# Kevin Molino
Kevin Molino (Carenage, 17 giugno 1990) è un calciatore trinidadiano, centrocampista del Defence Force.

## Palmarès

### Club

#### Competizioni nazionali
- Campionato trinidadiano di calcio: 1

San Juan Jabloteh: 2008
- United Soccer Leagues Professional Division: 2

Orlando City: 2011, 2013
- Commissioner's Cup: 3

Orlando City: 2011,   2012, 2014
- Campionato MLS: 1

Columbus Crew: 2023

### Individuale
- USL Pro MVP (2): 2012, 2014
- USL Pro Team of the Season (1): 2014
- USL Pro single-season goal scoring record: 20 (2014)
- USL Pro single-season points record: 49 (2014)